# John McIntire
John McIntire, född 27 juni 1907 i Spokane, Washington, död 30 januari 1991 i Pasadena, Kalifornien, var en amerikansk skådespelare.

## Filmografi, urval
- 1948 – Ring Northside 777
- 1948 – Gatan utan namn
- 1950 – I asfaltens djungel
- 1950 – Winchester '73
- 1951 – Dödsfällan
- 1954 – Farornas land
- 1955 – Ond stad
- 1960 – Psycho
- 1960 – Halvblodet
- 1961 – Två red tillsammans
- 1961 – Flyende sommar
- 1975 – Huka dig Rooster, nu laddar hon om
- 1989 – Turner & Hooch

### Fotnoter
1. ↑  John McIntire, 83; Was Wagonmaster On 'Wagon Train' – The New York Times 1 februari 1991